# Vulsor occidentalis
Vulsor occidentalis és una espècie d'aranyes araneomorfes de la família dels viridàsids (Viridasiidae). Fou descrit per primera vegada per Cândido Firmino de Mello-Leitão el 1922. És endèmica de Brasil.